# Amt Treptower Tollensewinkel
Związek Gmin Treptower Tollensewinkel (niem. Amt Treptower Tollensewinkel) – związek gmin w Niemczech, leżący w kraju związkowym Meklemburgia-Pomorze Przednie, w powiecie Mecklenburgische Seenplatte. Siedziba związku znajduje się w mieście Altentreptow.
W skład związku wchodzi 19 gmin:
1. Altenhagen
2. Altentreptow
3. Bartow
4. Breesen
5. Burow
6. Gnevkow
7. Golchen
8. Grapzow
9. Grischow
10. Groß Teetzleben
11. Gültz
12. Kriesow
13. Pripsleben
14. Röckwitz
15. Siedenbollentin
16. Tützpatz
17. Werder
18. Wildberg
19. Wolde

## Zmiany administracyjne
- 9 czerwca 2024 – przyłączenie gminy Breest do gminy Bartow